# Waterbury (Nebraska)
Waterbury je selo u američkoj saveznoj državi Nebraska. Prema popisu stanovništva iz 2010. u njemu je živjelo 73 stanovnika.